# Anson, Texas
Anson là một thành phố thuộc quận Jones, tiểu bang Texas, Hoa Kỳ. Năm 2010, dân số của xã này là 2430 người.

## Dân số
- Dân số năm 2000: 2556 người.
- Dân số năm 2010: 2430 người.